# Lepidotaenia
Lepidotaenia is een geslacht van wantsen uit de familie van de Miridae (blindwantsen). Het geslacht werd voor het eerst wetenschappelijk beschreven door Bertil Robert Poppius in 1921.

## Soorten
Het genus bevat de volgende soorten:

- Lepidotaenia bergrothi Poppius, 1921
- Lepidotaenia metallescens Poppius, 1921